# Soszyca (Białoruś)
Soszyca (biał. Сашыца, Saszyca; ros. Сошица, Soszyca) – wieś na Białorusi, w obwodzie brzeskim, w rejonie bereskim, w sielsowiecie Sielec.

## Historia
W XIX i w początkach XX w. położona była w Rosji, w guberni grodzieńskiej, w powiecie prużańskim, w gminie Sielec.
W dwudziestoleciu międzywojennym leżała w Polsce, w województwie poleskim, w powiecie prużańskim, w gminie Sielec. W 1921 miejscowość liczyła 452 mieszkańców, zamieszkałych w 69 budynkach, w tym 250 Białorusinów i 202 Polaków. 445 mieszkańców było wyznania prawosławnego i 7 rzymskokatolickiego.
Po II wojnie światowej w granicach Związku Sowieckiego. Od 1991 w niepodległej Białorusi.